# De salute Dominici gregis

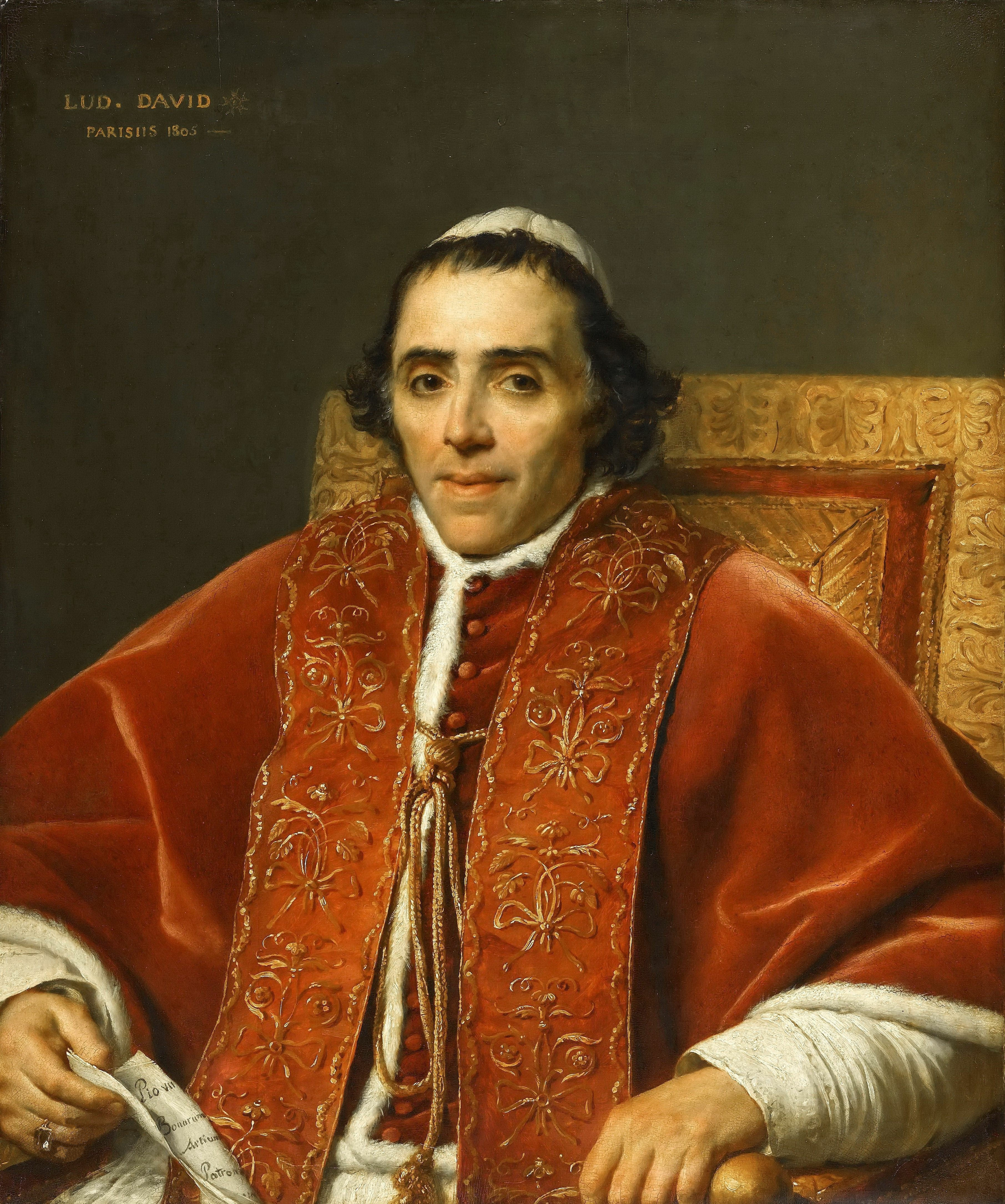
Papst Pius VII.

De salute Dominici gregis (lateinisch Über die Rettung der Herde des Herrn) ist eine päpstliche Bulle von Papst Pius VII. Mit ihr wurden am 1. März 1818 die Diözesen des venezianischen Teils des Königreich Lombardo-Venetien im Kaisertum Österreich neu umschrieben.

## Inhalt
Die Bulle enthielt folgende Bestimmungen:
- Die Diözesen Torcello und Caorle werden aufgelöst und ihre Gebiete kommt zum Patriarchat von Venedig.
- Die Diözesen Belluno und Feltre werden aeque principaliter vereinigt. Die Bischöfe mussten sechs Monate in Belluno und sechs Monate in Feltre residieren und den Titel je nach Wohnsitz abwechselnd „Bischof von Belluno und Feltre“ oder „Bischof von Feltre und Belluno“ tragen.
- Das Erzbistum Udine wird in den Rang einer Suffragandiözese erniedrigt. Die Kirchenprovinz Udine wird aufgelöst und die Suffraganbistümer (Udine, Padova, Vicenza, Verona, Treviso, Ceneda, Concordia, Belluno, Feltre, Cittanova, Capodistria, Parenzo e Pola) werden mit dem Bistum Chioggia der Kirchenprovinz Venedig zugeschlagen.
- Das Bistum Adria wurde aus der Kirchenprovinz Ravenna herausgelöst und ebenfalls ein Suffraganbistum des venezianischen Patriarchats.
- Schließlich verfügte die Bulle die Aufhebung der Territorialprälatur Asola. Von den zehn Pfarrkirchen gingen acht zur Diözese Mantua und zwei zur Diözese Brescia.
- Giuseppe Maria Peruzzi, Bischof von Chioggia, wurde zum Vollstrecker der päpstlichen Bulle und der Bestimmungen ernannt.

## Territoriale Veränderungen
Die Bulle legte zahlreiche Gebietsänderungen zwischen den verschiedenen beteiligten Diözesen fest.
- Patriarchat von Venedig: Es hat eine Pfarrei an die Diözese Görz, eine an die Diözese Udine und sechs an die Diözese Ceneda abgetreten und gleichzeitig alle Pfarreien der aufgehobenen Bistümer Torcello und Caorle erworben.
- Bistum Udine: acht Pfarreien gingen verloren und gingen an das Bistum Concordia, weitere acht gingen an das Bistum Ceneda, eine an das Bistum Treviso, schließlich 13 Pfarreien mit 34 Vikariaten an das Bistum Görz; als Gegenleistung erwarb sie zwei Pfarreien, Turrida von der Diözese Concordia und Latisana vom Patriarchat von Venedig, dazu kamen zehn Pfarreien und acht Vikariate, die von der Diözese Görz abgetreten wurden.
- Bistum Vicenza: gab sieben Pfarreien an das Bistum Padua ab und erhielt zehn Pfarreien von diesem.
- Bistum Padova: trat zehn Pfarreien an das Bistum Vicenza ab und erhielt eine Pfarrei vom Bistum Verona, eine vom Bistum Feltre, eine vom Bistum Adria und sieben Pfarreien vom Bistum Vicenza.
- Bistum Verona: gab ein Pfarrei an das Bistum Padua ab.
- Bistum Concordia: gab eine Pfarrei an das Bistum Udine ab und erhielt acht von diesem.
- Bistum Belluno: Die Pfarreien Mussolente und Casoni gingen an das Bistum Treviso.
- Bistum Treviso: erhielt zwei Pfarreien von der Diözese Belluno und eine vom Bistum Udine.
- Bistum Feltre: gab eine Pfarrei an das Bistum Padua ab.
- Bistum Adria: gab eine Pfarrei an das Bistum Padua und acht, die am rechten Ufer des Po lagen, an das Erzbistum Ferrara ab. Gleichzeitig erhielt es die Pfarreien des Erzbistümer Ferrara und Ravenna, die am linken Ufer des Po lagen.
- Bistum Gorizia: Es trat zehn Pfarreien und acht Vikariate an das Bistum Udine ab. Es erhielt gleichzeitig eine Pfarrei vom Patriarchat von Venedig und 13 Pfarreien mit 34 Vikariaten des Bistums Udine.
- Bistum Ceneda: erweiterte sein Gebiet um 14 Pfarreien, sechs davon wurden vom Patriarchat von Venedig und acht von der Diözese Udine.